# Hans Knudsen Vejle
Hans Knudsen Vejle  (1567 – 25. oktober 1629) var en dansk teolog, der var biskop over Fyns Stift fra 1606 til afskedigelsen 1616. Han var født i Vejle, hvor hans fader, Knud Hansen, var borger.
Det tillidsforhold, der siden bestod mellem Peder Jensen Hegelund, rektor (siden lektor
og endelig biskop) i Ribe, og Hans Knudsen, lader formode, at denne har været Hegelunds discipel. For øvrigt træffer vi ham første gang, da han 1587 præsiderede ved en akademisk disputation;
han må altså på den tid vistnok have tilbragt nogle år ved universitetet, da det sædvanligvis var ældre eller mere fremragende studenter, der indtog præsidiet ved sådanne begivenheder.

## Kongeligt rejsestipendium og studier i udlandet
Hans Knudsen må under sine studier have udmærket sig, da regeringsrådet 1590 pålagde universitetet at tildele ham det kongelige rejsestipendium, der efter bestemmelsen kun skulle gives sådanne, der var særligt håbefulde. Han havde for øvrigt allerede da studeret nogen tid i udlandet.
Efter at have modtaget stipendiet og formodentlig erhvervet magistergraden drog han ud på ny, men synes især at have studeret ved reformerte læreanstalter.  Efter hjemkomsten blev han 1596 kaldet til sognepræst ved Nicolai Kirke i København, et af de betydeligste præsteembeder her i landet. Da han nød
anseelse for lærdom og dygtighed, beskikkedes han 1606 til biskop i Fyns Stift (indviet i Sankt Knuds Kirke i Odense af Sjællands biskop dr. Peder Jensen Vinstrup) og fik 1607 et kanonikat i Roskilde.

## Biskop over Fyns stift
Som biskop udfoldede han megen virkelyst. Så vidt vides var han den første biskop her i landet, der påbød førelsen af ordentlige «Kirkebøger», og han søgte at anspore præsterne til ved deres sammenkomster at drøfte teologiske emner.
Selv tillod han sig imidlertid ved given lejlighed at anvende et frisprog, der ikke passede til hans stilling, som når han 1608 offentligt ved en præsteordination – men ganske vist ikke uden given anledning – omtalte det ved loven foreskrevne menighedsvalg af præster på den hånligste måde. Dertil kom, at han, i alt fald på visse punkter, ikke var i den bedste overensstemmelse med den lutherske lære.
Fra sine studieår nærede han nemlig en forkærlighed for den Reformerte kirke, en
omstændighed, der måske også var den egentlige årsag til, at han 1607 afslog at modtage den ham af biskop Vinstrup som dekan tilbudte teologiske doktorgrad fra Københavns Universitet. Det var dog først senere, efter at flere teologer af reformeret retning var blevet domfældt, at slaget også kom til at ramme Hans Knudsen.

## Oluf Kocks skæbne
Han var til stede ved det møde i Kolding 1614, hvor, under Christian 4.'s forsæde, Oluf Kock blev dømt til landflygtighed, uden at Hans Knudsen kunne yde ham bistand.
Efter hjemkomsten holdt han en prædiken, hvori han udtalte, at man nu var på vej til at få en inkvisition værre end den spanske. Man må have angivet dette til regeringen og ligeledes om forskellige udtalelser af ham på hans visitatser, der tydede på, at han stod Jean Calvin nærmere end Martin Luther.

## Forhør og dom
Kongen lod da 1615 en kommission optage forhør i stiftet. Hvad der fremkom bevirkede, at Hans Knudsen 1616 stilledes for en ret af nogle medlemmer af rigsrådet og af landets øvrige bisper, der efter en indgående granskning af hans forhold dømte ham til at have forbrudt sit embede. Tillige måtte han forpligte sig til aldrig at forstyrre den kirkelige fred og enighed.
Blandt Knudsens modstandere i striden var Hans Poulsen Resen, om hvem Bjørn Kornerup skrev en biografi. Heri omtaler han også sagen mod Hans Knudsen Vejle med følgende betragtninger:

"... Medens vore kilder kun i ringere grad gør det muligt at bestemme, hvor stor en andel der tilkommer Resen i Hans Knudsen Vejles afsættelse, så kom dog fjernelsen af denne renlivede kryptocalvinist reelt til at betyde en yderligere befæstelse af hans egen stilling og af den lutherske reaktion han var fører for, ligesom den mand der snart efter blev Hans Knudsen Vejles efterfølger på Odense bispestol, Hans Mikkelsen, i enhver henseende borgede for at al kryptocalvinsk surdej skulle blive udrenset af Fyens Stift."

Resten af sit liv tilbragte Hans Knudsen dels i Odense, dels i Malmø og Vejle. 1627 forlod han landet for at søge helbredelse ved badet i Aachen. Derfra drog han senere til Franeker i Friesland, hvor hans to sønner studerede, og her døde han 25. oktober 1629.
Han havde været gift med Dorthe, datter af den teologiske professor, dr. Anders Lauridsen.